# Patricia Sylvester
Patricia Sylvester (ur. 3 lutego 1983) – grenadyjska lekkoatletka specjalizująca się w skoku w dal, skoku wzwyż i trójskoku. Reprezentowała Grenadę na igrzyskach olimpijskich w 2008 w konkurencji skoku w dal. Jej życiowy rekord 6,71m osiągnięty w marcu 2008 w Atlancie jest także rekordem Grenady w skoku w dal.

## Osiągnięcia
| Rok  | Impreza                                  | Miejsce             | Konkurencja | Lokata      | Wynik |
| ---- | ---------------------------------------- | ------------------- | ----------- | ----------- | ----- |
| 2001 | CARIFTA Games                            | Bridgetown          | Skok wzwyż  | 7. miejsce  | 1,65  |
| 2001 | CARIFTA Games                            | Bridgetown          | Skok w dal  | 9. miejsce  | 5,17  |
| 2002 | CARIFTA Games                            | Nassau              | Skok wzwyż  | 5. miejsce  | 1,74  |
| 2002 | CARIFTA Games                            | Nassau              | Skok w dal  | 9. miejsce  | 4,95  |
| 2006 | Igrzyska Ameryki Środkowej i Karaibów    | Cartagena de Indias | Skok wzwyż  | 6. miejsce  | 1,79  |
| 2006 | Igrzyska Ameryki Środkowej i Karaibów    | Cartagena de Indias | Skok w dal  | 12. miejsce | 5,18  |
| 2008 | Letnie igrzyska olimpijskie              | Pekin               | Skok w dal  | 21. miejsce | 6,44  |
| 2009 | Mistrzostwa Ameryki Środkowej i Karaibów | Hawana              | Skok w dal  | 9. miejsce  | 5,93  |
| 2009 | Mistrzostwa Ameryki Środkowej i Karaibów | Hawana              | Trójskok    | 4. miejsce  | 13,76 |
| 2009 | Mistrzostwa świata                       | Berlin              | Skok w dal  | 36. miejsce | 5,92  |
| 2009 | Mistrzostwa świata                       | Berlin              | Trójskok    | 33. miejsce | 13,22 |
| 2010 | Igrzyska Wspólnoty Narodów               | Delhi               | Skok w dal  | 15. miejsce | 5,91  |